# Panca Scott

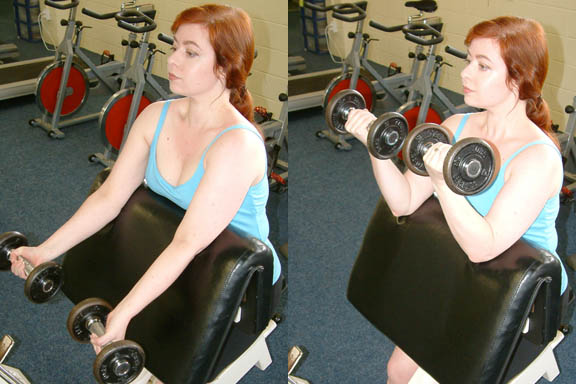
Allenamento su una panca Scott con manubri alzati contemporaneamente.

La panca Scott (in inglese Scott bench o Preacher bench) è un attrezzo sportivo usato nella pratica dell'esercizio coi pesi (body building, fitness). Nello specifico, l'esercizio che viene praticato con questo attrezzo è il curl alla panca Scott. Il nome deriva dal campione di body building Larry Scott (primo vincitore di Mister Olympia).
L'attrezzo consiste in un piano inclinato dove poter poggiare le braccia; questo permette di isolare la parte allenata senza usare slanci o movimento di compenso (Cheating) e rendere più efficace l'effetto allenante. La panca Scott può essere utilizzata per effettuare diversi esercizi che prevedono la flessione dell'avambraccio sul braccio. Alcune delle modalità di curl su panca Scott sono:
- Curl su panca Scott con bilanciere;
- Curl su panca Scott bilaterale con manubri;
- Curl su panca Scott bilaterale con manubri alternati;
- Curl su panca Scott monolaterale con manubrio;
- Curl su panca Scott al cavo basso;
- Curl a martello su panca Scott;
- Curl inverso su panca Scott;

## Esecuzione
Il tradizionale curl su panca Scott prevede che l'atleta si sieda sull'apposito sedile poggiando le braccia sul piano d'appoggio, imponendo una pre-flessione del braccio sulla spalla. L'esecuzione consiste nel flettere i gomiti senza modificare la posizione del resto del corpo. Il movimento termina poco prima che la barra si trovi verticale sopra i gomiti. Per non perdere la tensione muscolare è necessario fermare l'avambraccio a circa 45° di inclinazione. Il curl su panca Scott è per definizione un esercizio di isolamento, o monoarticolare, ciò significa che impone di mobilizzare solo l'articolazione del gomito impedendo che intervengano altre articolazioni e altri gruppi muscolari ausiliari per portare a termine il gesto atletico.
Il curl su panca Scott può essere eseguito anche in diverse altre varianti per andare a coinvolgere maggiormente altri flessori del gomito. Può essere eseguito come curl a martello (Hammer curl) o come curl inverso (Reverse curl), per enfatizzare l'attività del brachio-radiale o del pronatore rotondo. Anche l'esecuzione con bilanciere angolato (o EZ) aumenta il contributo del brachioradiale nel movimento.

## Controversie
Il curl su panca Scott viene generalmente considerato un esercizio per stimolare il muscolo bicipite brachiale. In realtà per questo scopo esso sembra essere piuttosto sopravvalutato, in quanto non vengono tenuti conto alcuni principi fisiologici e biomeccanici della contrazione muscolare.

A questo proposito sarà necessario innanzitutto citare due importanti leggi muscolari fondamentali:
- Legge di Starling: "La forza contrattile di un muscolo è direttamente proporzionale a alla lunghezza delle sue fibre all'inizio e alla fine della contrazione."
- Legge di Schwann: "La forza assoluta di un muscolo diminuisce man mano che esso si accorcia contraendosi, come i corpi elastici."

Prendendo in considerazione queste leggi si può concludere che più un fascio muscolare viene portato in stiramento, e più è forte. Inoltre si può comprendere il principio di pre-contrazione e pre-stiramento di un muscolo: quando un muscolo viene posto in maggiore tensione dall'inizio del movimento (cioè il pre-stiramento), è possibile non solo ottenere una maggiore forza muscolare complessiva, ma (soprattutto se biarticolare) ottenere anche un maggiore isolamento dello stesso rispetto all'intervento dei muscoli sinergici. Al contrario, se un muscolo viene portato in pre-contrazione, la sua tensione diminuisce o viene allentata, la forza generata dallo stesso decrementa, e maggiore carico viene distribuito sui muscoli sinergici, con il risultato che si potrebbe ridurre la capacità di sollevamento del carico, e il reclutamento del muscolo o fascio stesso. Naturalmente la capacità di sollevamento del carico è influenzata da ulteriori fattori come l'ampiezza del range of motion (ROM), o il punto di difficoltà (il punto del ROM in cui il carico è più pesante da sollevare).
Il bicipite brachiale è un muscolo composto da due ventri (capo lungo e capo breve), ed è biarticolare, il che significa che esso attraversa due articolazioni, quella della spalla e quella del gomito. Esso origina con il suo capo breve dall'apice del processo coracoideo della scapola, mentre con il suo capo lungo dalla tuberosità sovraglenoidea della scapola e con un tendine dal labbro glenoideo. Esso quindi non ha la sola funzione di flettere l'avambraccio sul braccio, ma presenta ulteriori funzioni tra cui le più significative sono la supinazione dell'avambraccio (in particolare durante la flessione), e la flessione del braccio sulla spalla, con una leggera maggiore attività da parte del capo lungo. Mentre altre funzioni possono essere distinte in base al capo specifico. In alcuni casi è stata rilevata soprattutto da parte del capo lungo la funzione di abduttore, entrambi possono partecipare all'extrarotazione e intrarotazione del braccio, mentre il capo breve è adduttore e adduttore (o flessore) orizzontale. In base alla posizione di partenza dei segmenti ossei, verrà modificata di conseguenza la lunghezza del bicipite, influendo sulla sua rilevanza nel movimento. Più il braccio e/o l'avambraccio partono da una posizione estesa, e più il bicipite sarà allungato (pre-stirato) e quindi coinvolto durante il movimento. Viceversa, più il braccio e/o l'avambraccio partono da una posizione flessa, più il bicipite sarà pre-contratto, e quindi meno coinvolto durante il movimento. Tali ipotesi sono state chiaramente confermate tramite studi elettromiografici soprattutto in base al grado di adduzione/abduzione del braccio, piuttosto che flessione/estensione dello stesso. È stato rilevato che il capo lungo del bicipite (che partecipa all'abduzione del braccio) è maggiormente chiamato in causa nel movimento di flessione dell'avambraccio quando il braccio è addotto (pre-stiramento del capo lungo, pre-contrazione del capo breve), mentre a braccia abdotte esso è meno reclutato (pre-stiramento del capo breve, pre-contrazione del capo lungo).
Pare chiaro che, per il principio di pre-contrazione e pre-stiramento di un muscolo, se questo partirà da una posizione pre-stirata, esso sarà posto in maggiore tensione dall'inizio del movimento, mentre se parte da una posizione pre-contratta (come nella panca Scott, o nel curl in concentrazione) allora la sua tensione verrà allentata, e il carico verrà maggiormente distribuito sui muscoli sinergici. Se viene dimostrato che i due capi del bicipite vengono reclutati differentemente a seconda del loro grado di pre-contrazione e pre-stiramento sul piano frontale (adduzione/abduzione del braccio), è logico ipotizzare che ciò sia valido anche sul piano sagittale (flessione/estensione del braccio) come è stato suggerito da alcuni autori. I muscoli responsabili della flessione dell'avambraccio sono svariati, ma i principali sono essenzialmente quattro: il bicipite brachiale, il brachiale, il brachioradiale, e il pronatore rotondo. Tra questi quattro, solo il bicipite brachiale è biarticolare, di conseguenza è il solo che può essere modificato in lunghezza in base alla posizione di partenza del braccio (omero). Nel curl su panca Scott il bicipite viene posto in pre-contrazione, dal momento che il braccio deve poggiare sul cuscino, risultando in una posizione flessa sulla spalla. Questa posizione porta chiaramente il bicipite brachiale in pre-contrazione vista la sua funzione di flessore della stessa. Se il bicipite viene portato in pre-contrazione, ecco che il carico verrà maggiormente distribuito sugli altri tre flessori principali e altri quattro ausiliari, il cui più rilevante risulta il brachiale.
Quando si verifica la flessione del gomito mentre la spalla è già in flessione, non sarà possibile ottenere la forza ottimale da parte del bicipite brachiale. Se invece si porta in estensione l'articolazione della spalla (portando il braccio indietro) e si esegue il movimento di flessione del gomito, la massima tensione viene scaricata sul bicipite. Effettivamente alcuni studi hanno constatato che la massima contrazione avviene quando la spalla è iperestesa (cioè portata dietro ai fianchi). Ulteriori studi hanno concluso che riducendo l'angolo di lavoro durante la flessione del gomito (portando il gomito meno in estensione e più in contrazione) si crea un maggiore danno muscolare al brachiale piuttosto che al bicipite. Quindi posizionando l'omero in iperestensione sulla spalla e contemporaneamente flettendo il gomito, è possibile aumentare il reclutamento del bicipite. L'esercizio che permette questo movimento è il curl su panca inclinata.
Anche se il bicipite viene meno coinvolto nel movimento, si può concludere che, tra i due capi, quello relativamente più sollecitato è il capo lungo, perché portato in pre-stiramento (ha la funzione di abduttore del braccio), mentre il capo breve è meno coinvolto perché portato in pre-contrazione (partecipa alla flessione orizzontale del braccio). Ciò è deducibile, oltre al principio di pre-contrazione e pre-stiramento, anche dal fatto che durante la flessione del braccio è stata rilevata una maggiore attività elettromiografica da parte del capo lungo, presumibilmente perché in questa posizione esso è più stirato rispetto al capo breve. Ciò nonostante tale differenza non dovrebbe essere significativa in questo contesto, in quanto il muscolo viene portato completamente in pre-contrazione con entrambi i capi, con gli svantaggi già menzionati nella sua sollecitazione.

### Conclusioni
In ultima analisi, sulla base di alcune leggi muscolari della biomeccanica, il curl su panca Scott sembra imporre un maggiore intervento del resto dei flessori del gomito a scapito del bicipite brachiale a causa della sua posizione in pre-contrazione. Nonostante sia stato largamente sopravvalutato, anche per via della notorietà del suo inventore Larry Scott, questo tipo di curl può rivelarsi molto meno produttivo di altri esercizi per bicipiti anche per altre questioni. In primo luogo esso non permette di sollevare carichi paragonabili agli esercizi classici, poiché il bicipite viene messo parzialmente fuori gioco. Infine esso si presenta come un esercizio monoarticolare, cioè di isolamento o complementare. Gli esercizi monoarticolari per caratteristica impongono di sollevare a loro volta carichi inferiori a causa della massima esclusione della muscolatura sinergica e stabilizzatrice, consentendo una prestazione meno intensa. Al contrario è stato ampiamente dimostrato che gli esercizi multiarticolari, detti anche base, composti o fondamentali, sono molto più efficaci per indurre miglioramenti di qualsiasi natura, a partire dalla maggiore forza, potenza, ipertrofia, e resistenza muscolare. Gli esercizi multiarticolari hanno dimostrato di portare a maggiori risposte metaboliche e ormonali, esaltando la secrezione di ormoni anabolici come il GH e il testosterone, anche se questo non sarebbe necessariamente connesso con maggiori risposte ipertrofiche. Questi effetti comunque sono proporzionali alla muscolatura coinvolta nell'esercizio. Sebbene anche il curl tradizionale con bilanciere o manubri possa essere tecnicamente considerato monoarticolare, esso permette che i muscoli stabilizzatori e sinergici siano maggiormente attivati, permettendo anche un aumento dei carichi e conseguenti maggiori risposte ormonali e metaboliche. In aggiunta il curl tradizionale può essere eseguito anche in modalità multiarticolare mobilizzando leggermente l'articolazione della spalla.
Il curl su panca Scott al contrario può rivelarsi utile nei casi in cui si intende escludere il più possibile il bicipite dal lavoro, in quanto la posizione del braccio prevista porta tale muscolo in una posizione in cui esso può trasferire maggiore carico sui muscoli sinergici. Pertanto può essere utile praticare il curl su panca Scott per enfatizzare lo stimolo sul brachiale, oppure a presa neutra o prona per enfatizzare l'attività del brachioradiale o del pronatore rotondo.

### Sintesi
- il curl su panca Scott riduce l'attività del bicipite brachiale;
- l'esercizio porta a distribuire il carico sugli altri tre flessori del gomito a causa della posizione pre-contratta del bicipite;
- esistono altri quattro muscoli dell'avambraccio ausiliari che possono intervenire maggiormente come flessori in questo esercizio;
- tra i quattro principali flessori del gomito, il brachiale sembra essere il maggiormente coinvolto;
- a causa della natura monoarticolare dell'esercizio e della pre-contrazione del bicipite, viene ridotta sensibilimente la capacità di sollevare carichi paragonabili ad altre varianti con bilanciere o manubri, con una conseguente riduzione dello stimolo anabolico e del miglioramento delle prestazioni;
- gli esercizi monoarticolari sono generalmente ritenuti secondari e non fondamentali rispetto ai multiarticolari;
- il Curl su panca Scott può essere più efficacemente sfruttato per concentrare il lavoro sugli altri tre flessori del gomito monoarticolari piuttosto che il bicipite;

## Aspetti anatomici e biomeccanici
Il curl su panca Scott impone il movimento di flessione dell'avambraccio sul braccio, pertanto coinvolge unicamente i flessori del gomito. Tra i vari flessori si sottolinea che il bicipite viene meno coinvolto rispetto agli esercizi tradizionali, o ad esercizi che portano il braccio in maggiore estensione in partenza, a causa della sua posizione pre-contratta:
Flessori del gomito principali:
- Muscolo brachiale (o Brachiale anteriore)
- Muscolo brachioradiale (o Lungo supinatore)
- Muscolo pronatore rotondo
- Muscolo bicipite brachiale

Flessori del gomito secondari:
- Muscolo flessore ulnare del carpo (o Cubitale anteriore)
- Muscolo flessore radiale del carpo (o Grande palmare)
- Muscolo flessore superficiale delle dita
- Muscolo palmare lungo